# Edith Thomas
Edith Thomas, född 15 maj 1927, död 9 juni 2013, var en friidrottare från Chile. Hon deltog vid olympiska sommarspelen 1952.